# یاس ساحلی
یاس ساحلی (نام علمی: 'Guettarda speciosa') نام یکی از گونه‌های تیرهٔ روناسیان است.
یاس ساحلی گل ملی کشور جزایر مارشال یکی از کشورهای قاره استرالیا است.